# Enrico Lacruz
Enrico Lacruz (Arnhem, 31 de agosto de 1993) es un deportista neerlandés que compite en boxeo.
En los Juegos Europeos de Minsk 2019 obtuvo una medalla de bronce en la categoría de 64 kg. Ganó una medalla de bronce en el Campeonato Europeo de Boxeo Aficionado de 2015.

## Palmarés internacional
| Juegos Europeos    | Juegos Europeos     | Juegos Europeos   | Juegos Europeos |
| Año                | Lugar               | Medalla           | Categoría       |
| ------------------ | ------------------- | ----------------- | --------------- |
| 2019               | Minsk (Bielorrusia) | Medalla de bronce | 64 kg           |
| Campeonato Europeo |                     |                   |                 |
| Año                | Lugar               | Medalla           | Categoría       |
| 2015               | Samokov (Bulgaria)  | Medalla de bronce | 60 kg           |